# Palia jeziorowa

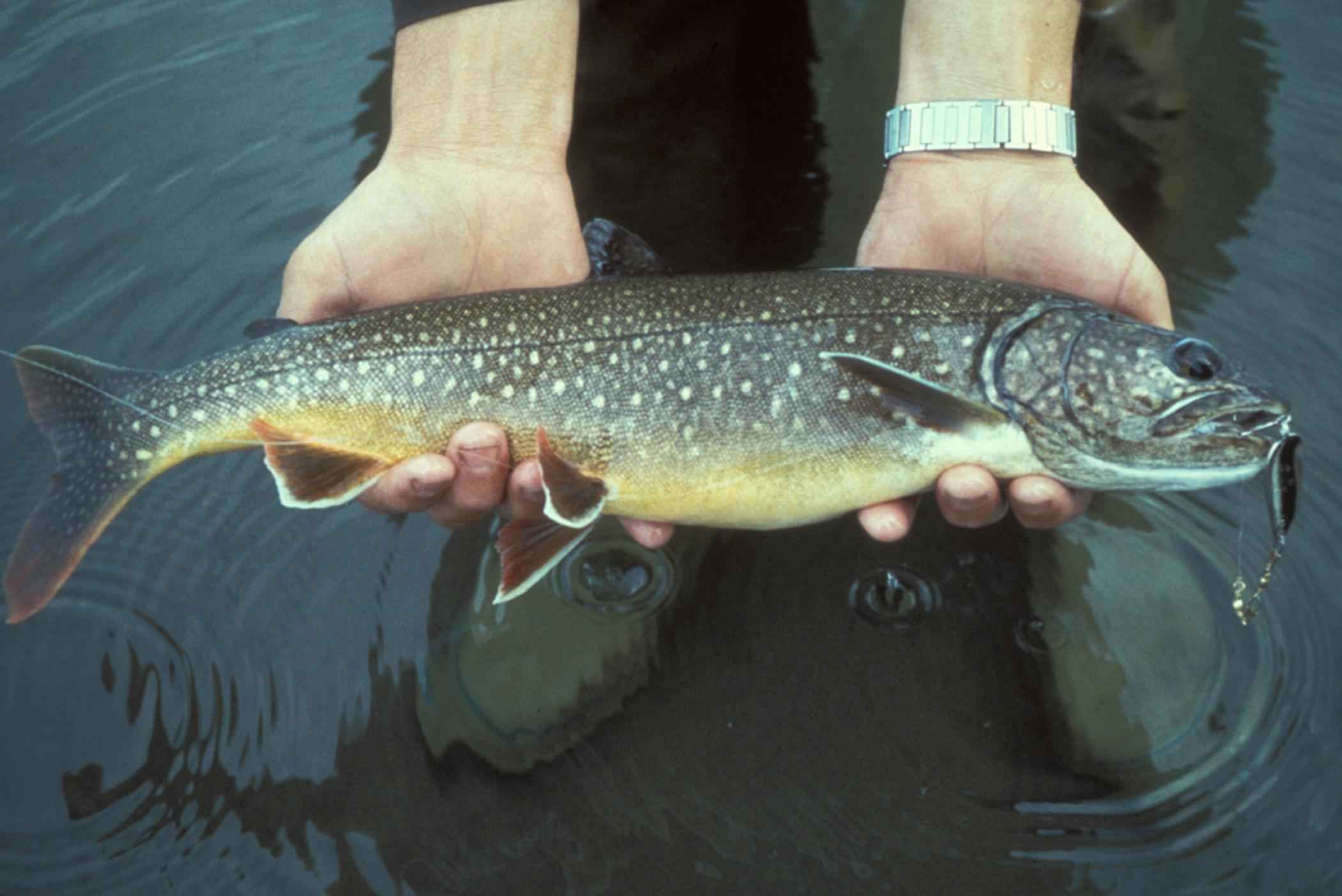

Palia jeziorowa, palia amerykańska (Salvelinus namaycush) – gatunek ryby łososiokształtnej z rodziny łososiowatych, zaliczany do rodzaju Salvelinus – obejmującego golce i palie. 

## Występowanie
Palia jeziorowa występuje w chłodnych jeziorach Kanady i Nowej Anglii. Aklimatyzacja tej ryby w Europie, np. w Szwajcarii zakończyła się powodzeniem. W Polsce ryba ta nie występuje w warunkach naturalnych (można ją spotkać w hodowlach np. w okolicy Jugowa na Dolnym Śląsku, złowiona kilkukrotnie w Parku Mazowsze w Pruszkowie).

## Opis
Ciało jest wydłużone, w starszym wieku wysoko wygrzbiecone, o smukłym trzonie ogonowym. Posiada bardzo małe łuski, na płytce lemiesza 6–8 mocnych, długich zębów, trzon jest bezzębny. Płetwa ogonowa jest głęboko wcięta. Boki i grzbiet są oliwkowo-zielone, a strona brzuszna w kolorze od żółtawego do czerwonego. Na głowie, tułowiu i płetwie grzbietowej widnieją jasne, nieregularne plamy. Płetwy parzyste i odbytowa są różowe z białą przednią krawędzią.

## Odżywianie
Palia jeziorowa żywi się małymi bezkręgowcami, starsze osobniki zjadają także ryby. Dojrzałość płciową uzyskuje dopiero w 6–8 roku życia.

## Rozród
Tarło trwa od września do listopada. Młode osobniki przebywają blisko brzegu, dorosłe po tarle powracają na głębiny.